# Jeanne Lombard
Jeanne Lombard (Le Grand-Saconnex, 22 augustus 1865 – Corcelles, 6 december 1945) was een Zwitsers kunstschilder.

## Levensloop
Lombards vader was een Fransman terwijl haar moeder afkomstig was uit Vaud. Ze werd geboren in Zwitserland maar ze groeide op in Les Ollières en Bourg-en-Bresse in Frankrijk, waar haar vader dominee was. In 1879 keerde het gezin terug naar Zwitserland toen haar vader werd aangesteld als dominee in Auvernier. Lombard begon een teken- en schilderopleiding en was leerling van Fritz-Ulysse Landry en Gustave Jeanneret. In de jaren 1890 trok ze naar Frankrijk waar ze zich vervolmaakte in het schilderen, bij Jean-Louis Loubet in Lyon en bij Rodolphe Julian en Marie Krug in Parijs. Ze was daar ook actief in liefdadigheidsinstellingen als het Comité de l'espoir en het Croix bleue. Ook na haar terugkeer naar Zwitserland bleef ze schilderen en actief in de liefdadigheid. Ze zette zich in voor het lot van de vrouwen in de Ligue suisse des femmes abstinentes. Ze was in 1908 medestichter van de lokale sectie van de Société suisse des femmes peintres et sculpteurs. Dit was een reactie op de uitsluiting van vrouwen in de Société suisse des peintres, sculpteurs et architectes. Ze schilderde tot op hoge leeftijd; haar laatste grote werk schilderde ze op 73-jarige leeftijd. Ze overleed in 1945.

## Werk
Lombard schilderde vooral stillevens en portretten. Ze is echter ook bekend voor de grote geschiedkundige werken die ze maakte. Voor het Musée du Désert, een Frans museum over de protestantse geschiedenis van de Cevennen, maakte ze volgende werken:
- Les prisonnières à la Tour de Constance (1907)
- Service funèbre en Hautes Cévennes (1918)
- Femmes lisant la Bible au coin du feu (1919)
- Le baptême clandestin (1925)
- L'Assemblée du Désert (1934)
- Les prisonnières lisant la Bible à la tour de Constance (1938)

Haar werk wordt gekenmerkt door een sober realisme, met aandacht voor licht en texturen.
Werk van Lombard behoort tot de collecties van het Musée d'art et d'histoire (Neuchâtel), het Musée du Désert (Mialet) en het Musée La Cause (Carrières-sous-Poissy).

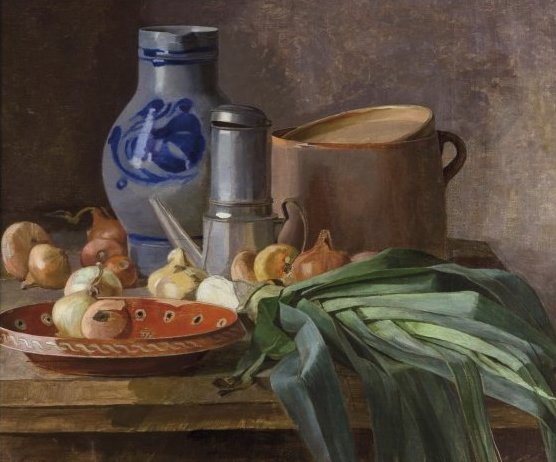
Nature morte à la cruche et aux légumes (circa 1900)
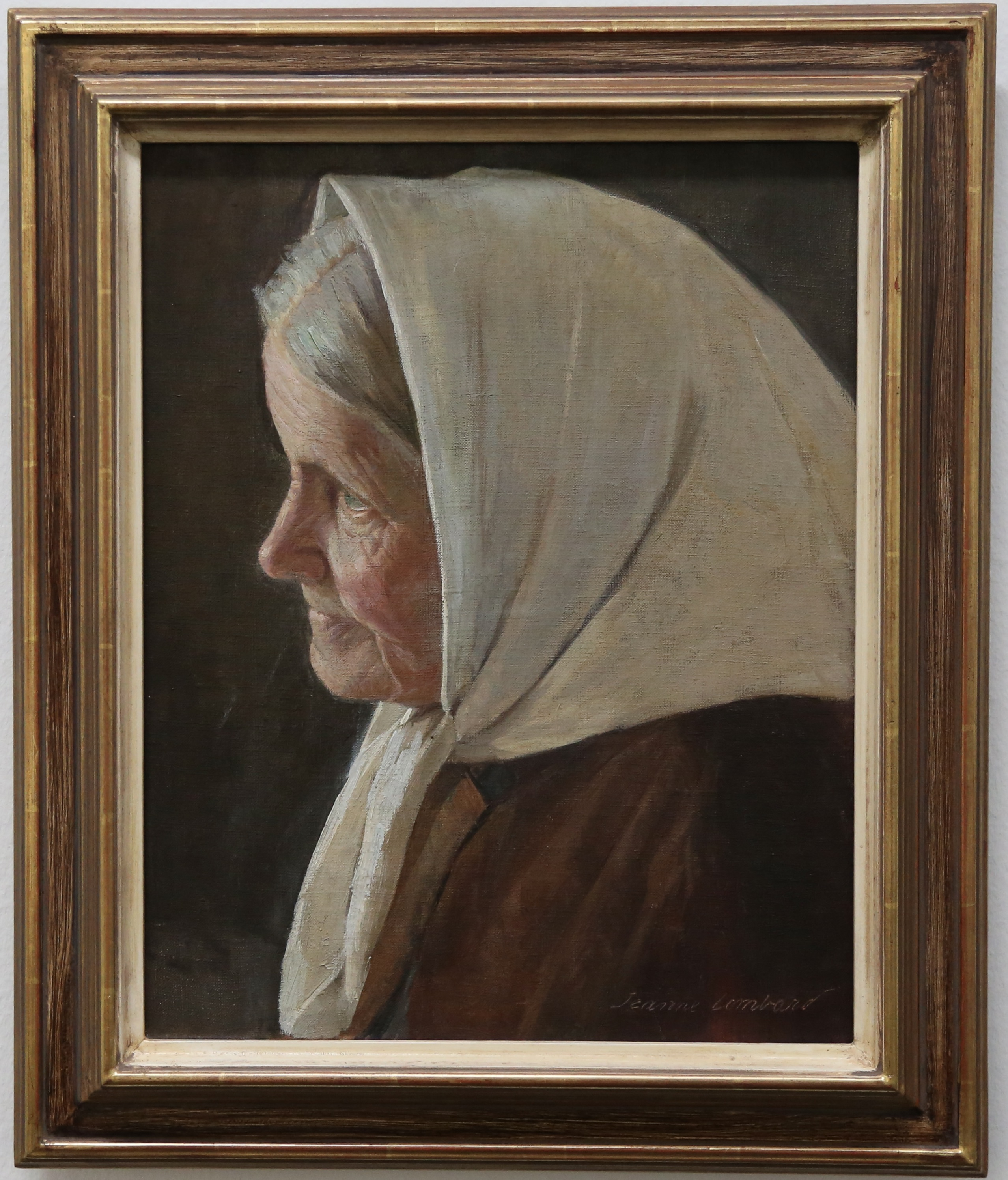
Zonder titel (Kunstmuseum Bern)
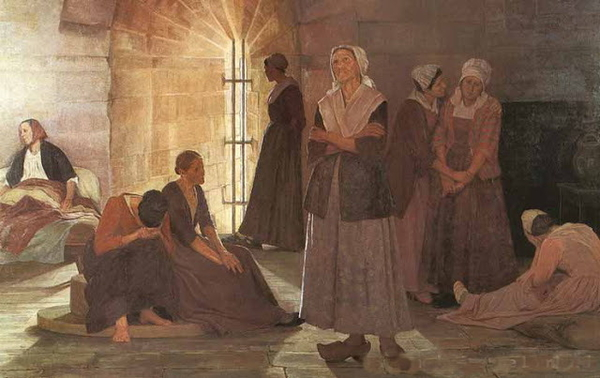
Les prisonnières à la Tour de Constance (1907)
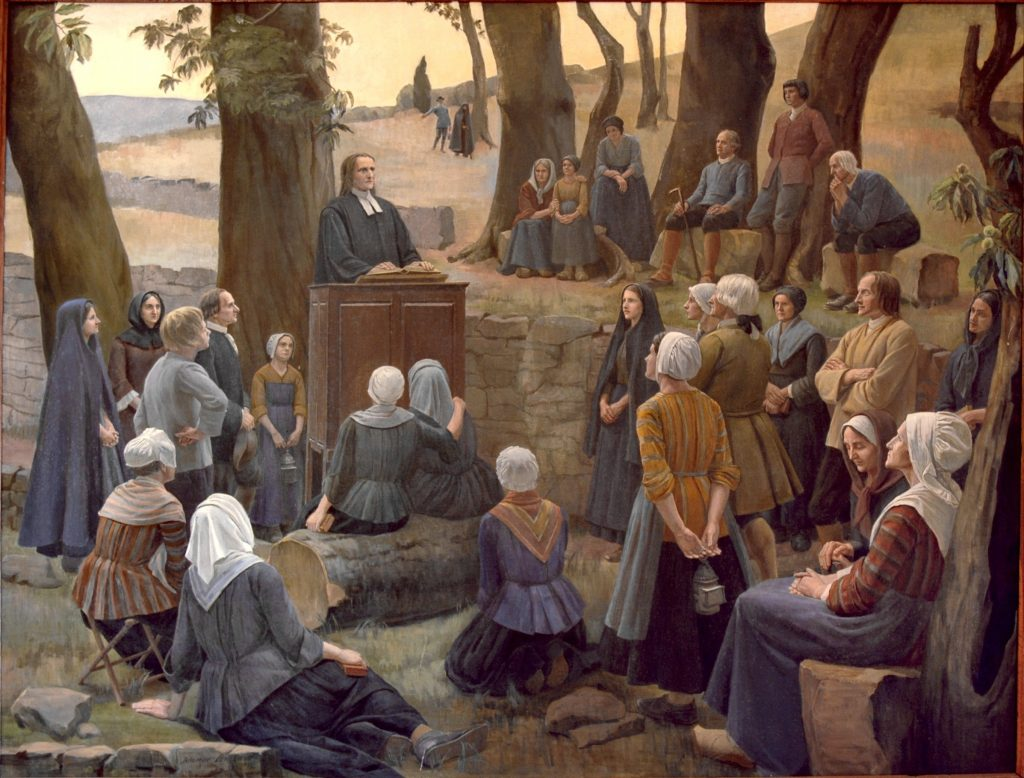
L'Assemblée du Désert (1934)